# شهرستان چیدونگ
شهرستان چیدونگ (به لاتین: Qidong County) یک منطقهٔ مسکونی در چین است که در هنگیانگ واقع شده‌است.